# Predazzo
Predazzo es una localidad y comune italiana de la provincia de Trento, región de Trentino-Alto Adigio, con 4.451 habitantes.

## Evolución demográfica
| Gráfica de evolución demográfica de Predazzo entre 1861 y 2001 |
|                                                                |
| Fuente ISTAT - elaboración gráfica de Wikipedia                |